# Krasnopol (gromada)
Krasnopol – dawna gromada, czyli najmniejsza jednostka podziału terytorialnego Polskiej Rzeczypospolitej Ludowej w latach 1954–1972.
Gromady, z gromadzkimi radami narodowymi (GRN) jako organami władzy najniższego stopnia na wsi, funkcjonowały od reformy reorganizującej administrację wiejską przeprowadzonej jesienią 1954 do momentu ich zniesienia z dniem 1 stycznia 1973, tym samym wypierając organizację gminną w latach 1954–1972.
Gromadę Krasnopol z siedzibą GRN w Krasnopolu utworzono – jako jedną z 8759 gromad – w powiecie suwalskim w woj. białostockim, na mocy uchwały nr 23/V WRN w Białymstoku z dnia 4 października 1954. W skład jednostki weszły obszary dotychczasowych gromad Krasnopol i Smolany Dąb wraz z miejscowościami Jegliniszki i Pojezierze z dotychczasowej gromady Czarna Buchta ze zniesionej gminy Krasnopol oraz obszar dotychczasowej gromady Krasne ze zniesionej gminy Huta w tymże powiecie. Dla gromady ustalono 14 członków gromadzkiej rady narodowej.
1 stycznia 1956 roku gromadę włączono do reaktywowanego powiatu sejneńskiego.
1 stycznia 1959 do gromady Krasnopol przyłączono obszar zniesionej gromady Skustele w powiecie sejneńskim.
31 grudnia 1959 do gromady Krasnopol przyłączono wsie Czarna Buchta, Giemzdel i Jeglówek oraz obszar jeziora Giemzdel ze znoszonej gromady Jegliniec w powiecie suwalskim w tymże województwie.
1 stycznia 1969 z gromady Krasnopol wyłączono wsie Lasanka, kolonia Sejny, Marynowo, Radziuszki i Sumowo, włączając je do nowo utworzonej gromady Sejny.
1 stycznia 1972 do gromady Krasnopol przyłączono wieś Głuszyn ze zniesionej gromady Pogorzelec.
Gromada przetrwała do końca 1972 roku, czyli do kolejnej reformy gminnej. Z dniem 1 stycznia 1973 roku reaktywowano gminę Krasnopol.